# Zarlasht Halaimzai
Zarlasht Halaimzai (Afeganistão, maio de 1981) é uma escritora afegã naturalizada no Reino Unido e fundadora da Amna (antiga Refugee Trauma), uma organização sem fins lucrativos que presta cuidados psicossociais e de apoio aos refugiados. Foi classificada como uma das 100 mulheres mais inspiradoras do mundo, pela BBC 100 Women, no ano de 2021.

## Biografia
Halaimzai nasceu em 1981, no Afeganistão. No ano de 1991, começaram as guerras entre as milícias afegãs. Após cair uma bomba próximo a casa de Halaimzai, no ano de 1992, sua família resolveu sair de Cabul e ir para Mazar-e-Sharif, e depois atravessar para o Uzbequistão. Passaram quatro anos se mudando de um lugar para o outro, fugindo da violência, até que em 1996, Halaimzai se refugiou com sua mãe e dois de seus irmãos para a Grã-Bretanha, onde ficou em um albergue para famílias vulneráveis localizado na Fitzjohn's Avenue, em Londres. Após conseguir a documentação de asilo, Halaimzai e sua família se mudaram para West Ham. Sofreram atos de racismo por alguns vizinhos, chegando a violência física.
Halaimzai ee formou em Aconselhamento Psicoterapêutico Infantil e Adolescente na Universidade de Cambridge, possui um mestrado em Terapia Cognitiva baseada em Mindfulness da Universidade de Oxford.
Trabalhou em treinamento para professores na fronteira entre Síria e Turquia, ajudando as crianças em áreas de conflito a terem acesso a educação. No ano de 2015, com grupos enormes de refugiados chegando na Grécia, Halaimzai viajou para o país para ajuda-los e fundou a Refugee Trauma Initiative, e no ano de 2018, foi bolsista da Fundação Obama 